# Markus Niemelä
Markus Niemelä (ur. 20 marca 1984 roku w Raumie) – fiński kierowca wyścigowy.

## Kariera
Markus karierę rozpoczął w roku 1998, od startów w kartingu. W 2004 roku przeszedł do wyścigów samochodów jednomiejscowych, debiutując we Szwedzkiej oraz Fińskiej Formule Ford. W obu seriach sięgnął po tytuł mistrzowski, otwierając sobie drogę do Niemieckiej Formuły BMW. Uzyskane w niej punkty sklasyfikowały go na 7. miejscu. W kolejnym sezonie ścigał się w Brytyjskiej Formule Renault, gdzie również zajął 7. pozycję w ogólnej punktacji.
W roku 2007 awansował do Europejskiej Formuły Renault. Niepełen sezon startów zakończył na 16. miejscu. Pod koniec sezonu Fin dostał szansę startów w bezpośrednim przedsionku Formuły 1 - serii GP2. Fin, ścigając się dla ekipy BCN Competición, wystartował łącznie w czterech rundach (pauzował podczas zmagań w Turcji, w wyniku kontuzji ramienia, poniesionej podczas pierwszego wyścigu na Węgrzech; uraz ten uniemożliwił mu również udział w niedzielnej rywalizacji na węgierskim obiekcie). Nie zdobył jednak punktów. Najlepiej spisał się podczas pierwszego wyścigu we Włoszech, w którym zajął dziewiąte miejsce. 
W sezonie 2008 Niemiela wyjechał do Ameryki Północnej, w której rozpoczął starty w Formule Atlantic. Już w pierwszym podejściu sięgnął w niej po tytuł mistrzowski, przypieczętowując go dwoma jedynymi zwycięstwami w ostatnich dwóch wyścigach (reprezentował wówczas ekipę Brooks Associates). W kolejnym roku startów Markus ponownie startował w tej serii, przenosząc się jednak do zespołu Newman Wachs/Jensen. Nie zdołał jednak powtórzyć sukcesu, zajmując dopiero 6. pozycję w końcowej klasyfikacji (ani razu nie stanął na podium). 

## Wyniki w GP2
| Legenda oznaczeń w tabelach wyników Wyświetl szablon na nowej stronie | Legenda oznaczeń w tabelach wyników Wyświetl szablon na nowej stronie                                                                     |
| Oznaczenie                                                            | Wyjaśnienie |
| --------------------------------------------------------------------- | --- |
| Złoty                                                                 | Zwycięzca lub mistrzostwo |
| Srebrny                                                               | 2. miejsce lub wicemistrzostwo |
| Brązowy                                                               | 3. miejsce lub II wicemistrzostwo |
| Zielony                                                               | Ukończył, punktował (w klasyfikacji generalnej, gdy zdobył co najmniej jeden punkt na przestrzeni sezonu, poza trzema powyższymi opcjami) |
| Niebieski                                                             | Ukończył, nie punktował (w klasyfikacji generalnej, gdy nie zdobył co najmniej jednego punktu na przestrzeni sezonu)                      |
| Czerwony                                                              | Nie zakwalifikował się (NZ) |
| Czerwony                                                              | Nie prekwalifikował się (NPK) |
| Różowy                                                                | Nie ukończył (NU) |
| Różowy                                                                | Niesklasyfikowany (NS) (w klasyfikacji generalnej, gdy nie został sklasyfikowany w żadnym wyścigu sezonu)                                 |
| Czarny                                                                | Zdyskwalifikowany (DK) |
| Czarny                                                                | Wykluczony (WYK/EX) |
| Biały                                                                 | Nie wystartował (NW) |
| Biały                                                                 | Kontuzjowany (K/INJ) |
| Biały                                                                 | Wyścig odwołany (OD/C) |
| Bez koloru                                                            | Został wycofany (WYC/WD) |
| Bez koloru                                                            | Nie przybył (NP/DNA) |
| Bez koloru                                                            | Nie brał udziału w treningach (NT/DNP) |
| Bez koloru                                                            | Nie został zgłoszony (–) |
| Pogrubienie                                                           | Start z pole position |
| Kursywa                                                               | Najszybsze okrążenie wyścigu |
| †                                                                     | Nie ukończył, ale jego rezultat został zaliczony ze względu na przejechanie więcej niż 90% dystansu wyścigu.                              |
| *                                                                     | Sezon w trakcie |
| 1/2/3                                                                 | Punktowana pozycja w sprincie kwalifikacyjnym                                                                                             |
| Lista systemów punktacji Formuły 1                                    | |

| Rok  | Zespół          | Wyniki w poszczególnych eliminacjach | Wyniki w poszczególnych eliminacjach | Wyniki w poszczególnych eliminacjach | Wyniki w poszczególnych eliminacjach | Wyniki w poszczególnych eliminacjach | Wyniki w poszczególnych eliminacjach | Wyniki w poszczególnych eliminacjach | Wyniki w poszczególnych eliminacjach | Wyniki w poszczególnych eliminacjach | Wyniki w poszczególnych eliminacjach | Wyniki w poszczególnych eliminacjach | Wyniki w poszczególnych eliminacjach | Wyniki w poszczególnych eliminacjach | Wyniki w poszczególnych eliminacjach | Wyniki w poszczególnych eliminacjach | Wyniki w poszczególnych eliminacjach | Wyniki w poszczególnych eliminacjach | Wyniki w poszczególnych eliminacjach | Wyniki w poszczególnych eliminacjach | Wyniki w poszczególnych eliminacjach | Wyniki w poszczególnych eliminacjach | Punkty | Pozycja |
| ---- | --------------- | ------------------------------------ | ------------------------------------ | ------------------------------------ | ------------------------------------ | ------------------------------------ | ------------------------------------ | ------------------------------------ | ------------------------------------ | ------------------------------------ | ------------------------------------ | ------------------------------------ | ------------------------------------ | ------------------------------------ | ------------------------------------ | ------------------------------------ | ------------------------------------ | ------------------------------------ | ------------------------------------ | ------------------------------------ | ------------------------------------ | ------------------------------------ | ------ | ------- |
| 2007 | BCN Competition | BHR                                  | BHR                                  | ESP                                  | ESP                                  | MON                                  | FRA                                  | FRA                                  | GBR                                  | GBR                                  | DEU                                  | DEU                                  | HUN                                  | HUN                                  | TUR                                  | TUR                                  | ITA                                  | ITA                                  | BEL                                  | BEL                                  | VAL                                  | VAL                                  | 0      | 31      |
| 2007 | BCN Competition | -                                    | -                                    | -                                    | -                                    | -                                    | -                                    | -                                    | -                                    | -                                    | -                                    | -                                    | NU                                   | NW                                   | -                                    | -                                    | 9                                    | 11                                   | 11                                   | NU                                   | 14                                   | NU                                   | 0      | 31      |